# Tysklands socialistiska enhetsparti
Tysklands socialistiska enhetsparti (Sozialistische Einheitspartei Deutschlands, förkortat SED) var det statsbärande partiet i Östtyskland, bildat efter andra världskriget, genom att Tysklands socialdemokratiska parti (SPD) och Tysklands kommunistiska parti (KPD) avdelningar slogs samman inom den sovjetiska ockupationszonen (Östtyskland).
Fram till 1989 var SED ett kommunistparti med marxist-leninistisk ideologi.
Partiet ombildades 1990, i samband med den politiska omvälvningen efter Berlinmurens fall, till Partei des Demokratischen Sozialismus (PDS). I juni 2007 gick det partiet (som då hade bytt namn till Linkspartei.PDS) samman med WASG, en utbrytargrupp ur socialdemokraterna under ledning av Oskar Lafontaine, och bildade det nya partiet Die Linke. 

## Historia
SED såg sig i en tradition av socialistiska partier i Tyskland: KPD, VKPD, USPD, Spartacusförbundet, SPD, SDAP och den tyska arbetarrörelsen. Efter tolv års diktatur och andra världskriget var det politiska systemet i Tyskland förstört. Segrarmakterna fick initiera en nystart. I den sovjetiska ockupationszonen startade den sovjetiska militäradministrationen (SMAD) politisk verksamhet genom sitt befäl nummer 2 från 10 juni 1945. 
Den sovjetiska centralkommittén lät dessutom tyska kommunister och motståndskämpar som överlevt andra världskriget och tillbringat exil i Sovjetunionen efter politisk skolning i Moskva återvända till Östberlin. Tre grupper: Ulbricht, Ackerman och Sobottka agerade i Berlin, Sachsen och Mecklenburg med uppgift att bygga upp förvaltningen enligt sovjetiskt mönster. KPD kom att offentliggöra sitt grundande 11 juni 1945 och 15 juni 1945 följde SPD. Under stark påverkan från Sovjetunionen och KPD:s ledning och stöd från ledande socialdemokrater utvecklades på alla nivåer inom partierna samarbeten genom gemensamma arbetsgrupper och utskott med målet om en sammanslagning. I december 1945 arrangerades en gemensam konferens där man beslutade om att partierna skulle gå samman. Ett skäl var att man vill enas mot andra politiska motståndare, något som man inte gjort innan 1933 då man varit splittrade, vilket många såg som en anledning till att nazisterna kunnat ta makten. Men inom partierna fanns motstånd. I SPD startade häftiga kontroverser där ledaren för partiet i Västtyskland Kurt Schumacher kraftigt motsatte sig planerna. Otto Grotewohl som ledde SPD i den sovjetiska zonen kunde inte komma fram till ett enande i frågan. 

### Grundande

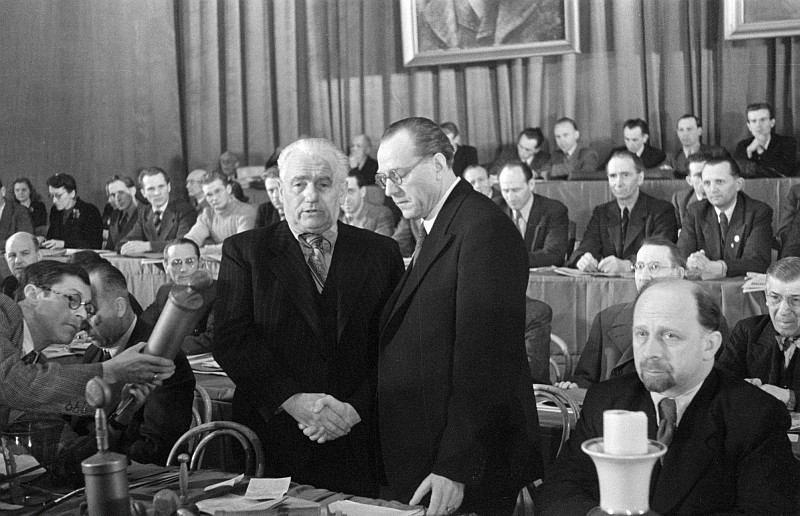
Det historiska handslaget mellan Wilhelm Pieck och Otto Grotewohl.

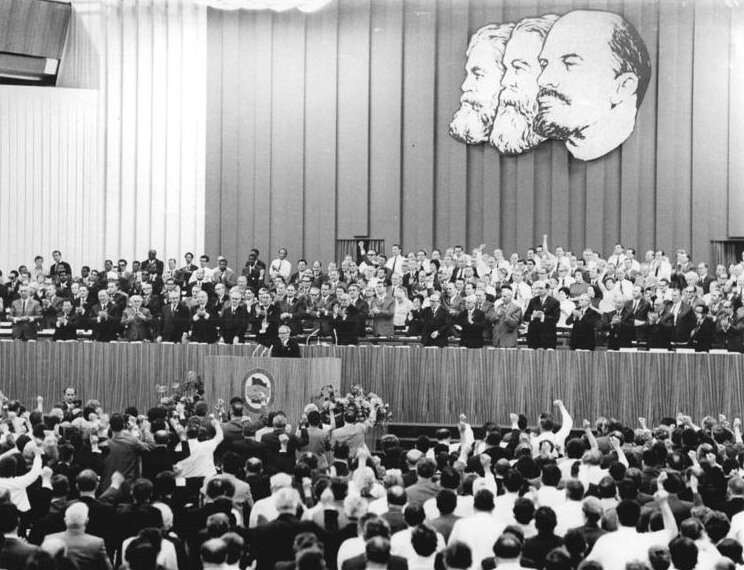
SED:s partidag i Östberlin 1971.

21–22 april 1946 samlades delegater från KPD och delar av SPD till en gemensam partidag i Admiralspalast i Berlin. SPD hade 548 delegater och KPD 507. Wilhelm Pieck och Otto Grotewohl möttes och skakade hand som symbol för sammangåendet. Denna handskakning blev sedan partisymbol för SED. Denna sammanslagning kom efter påtryckningar från den sovjetiska ockupationsmakten. Vid grundandet hade SED 1,3 miljoner medlemmar med ungefär samman andel från KPD och SPD. Kvinnor var kraftigt underrepresenterade inom partiet (24 % av medlemmarna), trots att andelen kvinnor i befolkningen efter kriget var högre. Många av medlemmarnas yrken var mansdominerade. 
Det första partiprogrammet utgick från det socialdemokratiska Erfurtprogrammet från 1891 som skulle underlätta stödet från den socialdemokratiska delen av partiet. I detta program nämns inte leninismen utan det talas om en demokratisk väg mot socialism. Istället förs SED fram för alla som går emot nazismen. Ännu fanns inte heller de senare införde partiinstitutionerna som politbyrå och generalsekreterare. Stor vikt lades vid att fördela poster jämnt mellan kommunister och socialdemokrater. Otto Grotewohl och Wilhelm Pieck delade på posten som ordförande. Men snart kom socialdemokraterna att marginaliseras. Omorganiseringen av SED hösten 1946 visade tydligt på viljan att minska det socialdemokratiska inflytandet genom en maktkoncentration till partitoppen. 1947 följde beslutet om ett nytt partiprogram och efter 1949 spelar socialdemokratin ingen roll inom SED. 1950 beslutas att riva upp programmet till sammanslagningen. En stalinistisk omorientering tar vid. Nu bildas en politbyrå som tar över den verkliga makten i partiet och i Östtyskland. 
SED valde att välkomna och integrera före detta medlemmar i Nationalsocialistiska tyska arbetarepartiet (NSDAP) redan vid partiets grundande. Strategin var emellertid kontroversiell inom partiet. Partiet valde därför att organisera stödpartiet Nationaldemokratiska partiet i Tyskland (NDPD) som var tänkt att fungera som en uppsamlingsplats för före detta medlemmar i NSDAP och officerare i Wehrmacht. SED fortsatte dock att locka till sig före detta medlemmar i NSDAP. Hela 27 procent av medlemmarna i SED och 32,2 procent av alla statstjänstemän i Östtyskland var före detta medlemmar i NSDAP år 1954.

### Statsparti
Partiarbetet kännetecknas de första åren av idén om ett återförenat socialistiskt Tyskland. Men detta misslyckades då SED:s partiledning med sina extrema åsikter inom Tysklandspolitiken inte fick någon samtalspartner i västzonerna och senare Västtyskland. SED lyckades inte heller sprida sin politik till Västtyskland. Vid den första partikonferensen 25-28 januari 1949 i Berlin var huvudagendan att skapa ett parti med marxism-leninism som grund, och partiet ombildades efter sovjetisk förebild, med stalinismens version av "demokratisk centralism". 
Samtidigt började man kämpa mot socialdemokratin och 150 000 medlemmar uteslöts. Politisk förföljelser, gripanden, anklagelser och domar ägde rum mot tidigare socialdemokrater, arbetarfunktionärer, från väst inflyttade KPD-medlemmar och tidigare medlemmar i Kommunistische Partei-Opposition och Sozialistische Arbeiterpartei Deutschlands. SED kunde tillsammans med statliga organ som Stasi bli statspartiet i Östtyskland där övriga partier, de så kallade blockpartierna, spelade en underordnad roll. På den andra partikongressen 1952 beslöts att bygga upp socialismen i DDR. Praktiskt beslöt man bland annat att upplösa delstaterna införde 14 distrikt, att upprätta militära styrkor och att ytterligare kollektivisera jordbruket.
Fördelningen av mandaten på partier och organisationer var konstant över en längre tid och SED kunde via sina massorganisationer alltid säkra majoriteten i Volkskammer. I valet 1986 röstade enligt statliga siffror 99,94 % av de deltagande på Nationella frontens enhetslista, vilken var den enda lagliga, och vars sammansättning därmed smälte samman med parlamentets. Valdeltagandet var enligt uppgifter 99,74 %. Sammanlagt gav denna sammansättning SED 276 av 500 mandat i folkkammaren. Vallistans sammansättning bestämdes av SED:s centralkommitté, politbyrån, i samarbete med de övriga partiernas ledningar. I realiteten dominerades all politisk verksamhet inom Nationella Fronten och därmed också inom DDR av SED:s generalsekreterare. Politisk verksamhet utanför dessa partier och organisationer var inte tillåten.

### Nedgång
Omvälvningarna hösten 1989 i samband med die Wende avslutade partiets maktställning. Den 1 december 1989 strök parlamentet SED:s maktanspråk i författningen. På de extra partidagarna 1989 beslutades att ändra namn till Sozialistische Einheitspartei Deutschlands – Partei des Demokratischen Sozialismus (SED-PDS), samtidigt som man bröt med stalinismen. Erich Honecker tvingades avgå och efterträddes av Egon Krenz. Den 4 februari 1990 ströks SED från namnet och man behöll bara Partei des Demokratischen Sozialismus (PDS). 2005 bytte man namn till Die Linkspartei PDS. Efter sammanslagningen med WASG antogs namnet Die Linke.

## Organisation
SED organiserade sig huvudsakligen vid fabriker och andra inrättningar i Östtyskland. I praktiken kom partiet ha inflytande över hela samhället. Partigrupperna var partiets minsta organisationsform. I dessa valde medlemmar ansvariga för partiarbetet. Återkommande samlingar tjänande för politiska diskussionerna och politisk skolning. 

### Centralkommitté

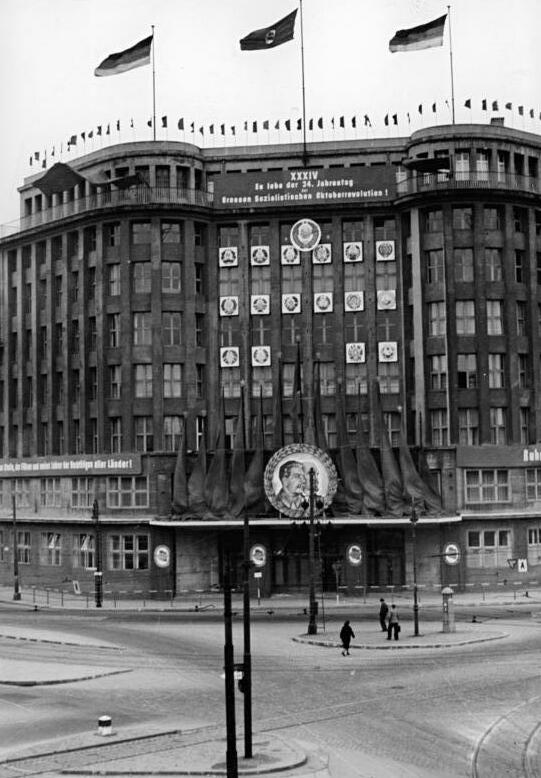
Haus des Zentralkomitees.

Centralkommittén (Zentralkomitee, ZK) var det högsta partiorganet mellan partidagarna. Partiets maktcentrum låg i sekretariatet som leddes av generalsekreterare som även var ordförande för politbyrån. Centralkommitténs medlemmar stod över ministrarna i rangordning vilket även slås fast i Östtysklands författning från 1968 som fastslog SED:s ledande roll. 
Vid den tredje partidagen 1950 valdes för första gången en centralkommitté efter sovjetisk förebild. Den första centralkommittén var den sittande partiledningen. Två tredjedelar av den var tidigare KPD-medlemmar. 1989 bestod centralkommittén av 165 medlemmar och alla höga parti- och statsfunktionerna i landet var medlemmar. Det rörde som om generaldirektörerna för kombinaten, ordförande för författarförbundet, generaler och partiveteraner. Precis som hela makthierarkin i DDR dominerades den av män. Andelen kvinnor översteg aldrig 15 %.
Generalsekreterare (och i praktiken ledare för Östtyskland) var:
- Walter Ulbricht, 1950–1971
- Erich Honecker, 1971–1989
- Egon Krenz, 1989

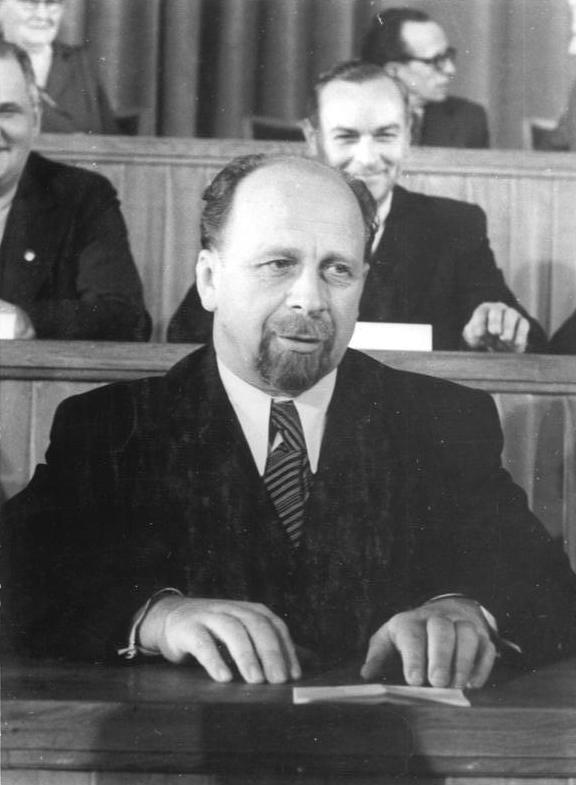
Walter Ulbricht
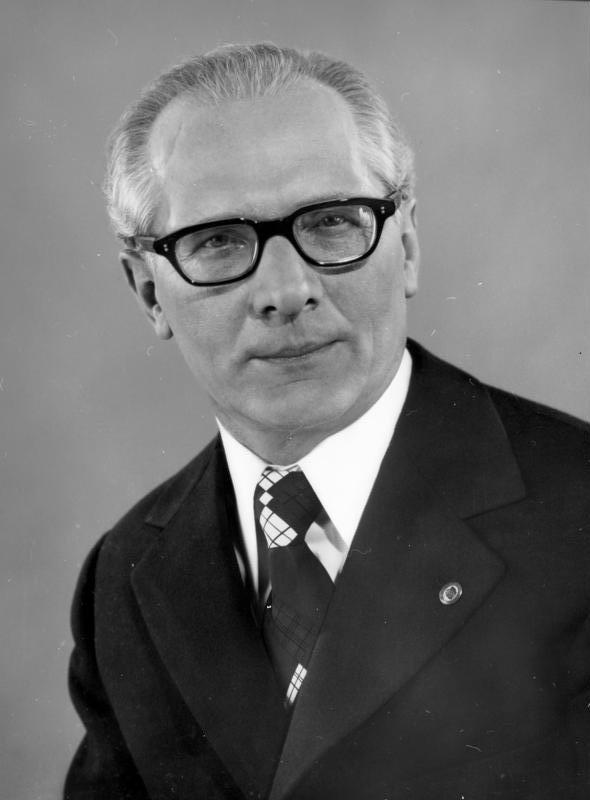
Erich Honecker
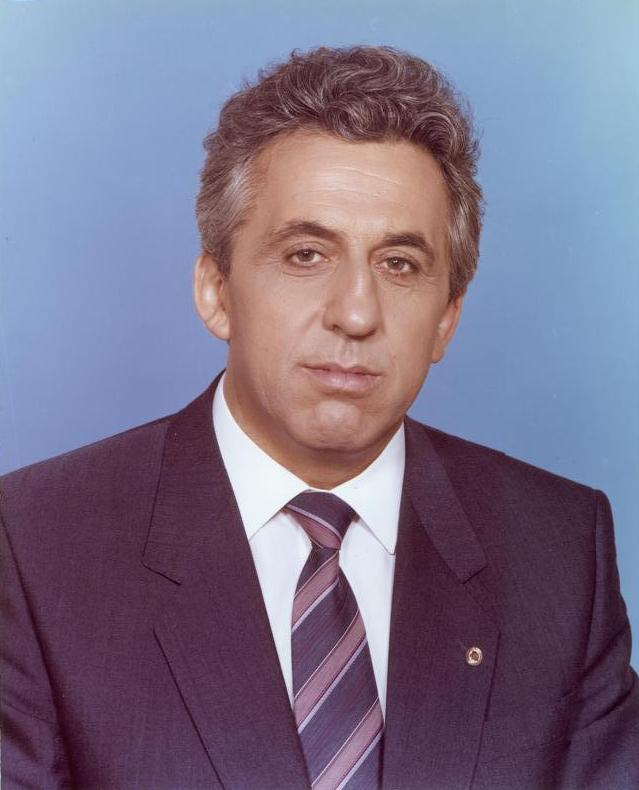
Egon Krenz

### Politbyrån
Det dagliga arbetet inom centralkommittén övertogs av politbyrån, en liten cirkel av höga partifunktionärer som bestod av 15-25 medlemmar och tio kandidater utan rösträtt. 10 var sekreterare från centralkommittén. Centralkommitténs ordförande var samtidigt politbyråns ordförande.  Den östtyska regeringen och ministerrådet hade bara som uppgift att omsätta de beslut som politbyrån tog via ministerierna. Ordförande för Östtysklands ministerråd och Volkskammers president var om de var SED-medlemmar även medlemmar av politbyrån.

### Partistämma

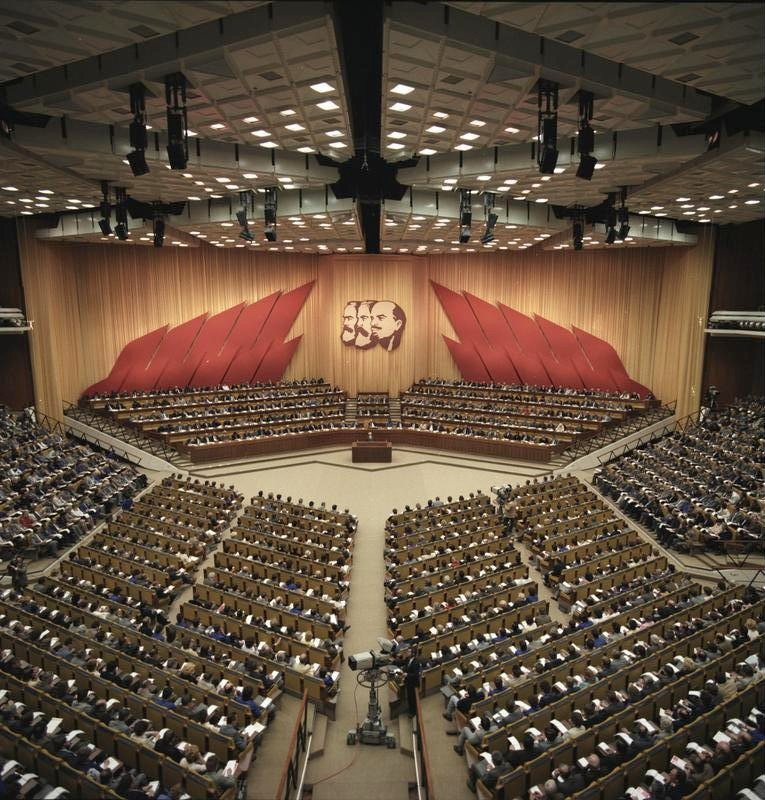
Öppnandet av SED:s sista partikongress (1986)

Partidagen var det högsta beslutande organet inom SED och var samtidigt en stor föreställning för det egna partiet, den östtyska allmänheten och för internationella gäster. Den första SED-partidagen ägde rum 1946 och skulle från början äga rum varje år men kom efterhand att äga rum vart fjärde och från 1971 vart femte år. Den elfte partidagen 1986 blev den sista ordinarie. Arrangemanget ägde från 1976 rum i Palast der Republik. Partidagen direktsändes i östtysk TV och tog upp det östtyska medielandskapet. 
Planeringen av dagarna var omfattande och noga utvaldes deltagarna av centralkommittén så att rätt representanter fanns med från partiet och de statliga massorganisationerna samt att kvinnor, barn och ungdomar fanns med. Deltog i ceremonier gjorde bland annat  Junge Pioniere, FDJ och Nationale Volksarmee-soldater. Partidagen inleddes med en hälsning till de många utländska gäster som deltog och de inhemska blockpartiernas representanter. De diskussionsbidrag som framfördes var noggrant förberedda på förhand och kontrollerade.

## Kända medlemmar
(år för inträde i partiet)
- Otto Grotewohl (1946)
- Erich Honecker (1946)
- Margot Honecker (1946)
- Erich Mielke (1946)
- Günter Mittag (1946)
- Wilhelm Pieck (1946)
- Horst Sindermann (1946)
- Ernst Wollweber (1946)
- Willi Stoph (1946)
- Walter Ulbricht (1946)
- Hans Modrow (1949)
- Günter Schabowski (1952)
- Egon Krenz (1955)
- Lothar Bisky (1963)
- Gregor Gysi (1967)
- Sahra Wagenknecht (1989)
- Wolf Biermann
- Christa Wolf
- Anna Seghers